# Гречина, Михаил Игнатьевич
Михаи́л Игна́тьевич Гречи́на (11 апреля 1902, Черкасская область Черкасский район с. Будище — 21 июня 1979, Киев) — советский архитектор, кандидат архитектуры, автор научных трудов по вопросам архитектуры и строительства, лауреат Государственной премии УССР в области науки и техники (1983).

## Биография
В 1930 году окончил архитектурный факультет Киевского государственного художественного института и в том же году И. Каракис совместно с Е. В. Холостенко и Н. В. Холостенко, М. Г. Гречиной, П. Г. Юрченко и В. Г. Заболотным создали общество «Октябрь».

## Проекты
- Стадион «Динамо» (1937; реконструкция 1956—58, 1978—1979);
- Центральный стадион (строительство и реконструкция 1937—1941, 1967, с 1978);
- Дворец спорта в Киеве (1960; в соавторстве с арх. А. И. Заваров)[3];
- жилой массив Комсомольский в Киеве (1963);
- Дом торгово-промышленной палаты в Киеве (1964);
- гостиница «Русь» в Киеве (1965-79);
- гостиница «Тарасова гора» в Каневе (1961).
- Торговая палата в Киеве[4].